# Top Channel
Top Channel — албанський комерційний телеканал, почав мовлення 30 липня 2001. Штаб-квартира каналу знаходиться у Тирані. З вересня 2003 року Top Channel транслюється з супутника у Європі (DigitAlb) та Північній Америці (Home2US). У 2006 році станція отримала 60 % аудиторії країни, а у 2008 — 50 %. Є найпопулярнішим телеканалом Албанії.
Програми Top Channel включають до себе широкий спектр шоу, випусків новин, соціальних та економічних програм і розваг (кіно, спорт).